# Società italiana di biologia evoluzionistica
La Società italiana di biologia evoluzionistica, nota anche con l'acronimo SIBE, è la società scientifica che raccoglie i ricercatori di biologia evolutiva italiani operanti nel campo dell'evoluzione biologica, si occupa dell'organizzazione dei convegni della comunità scientifica italiana riguardo agli studi sull'evoluzione; In ambito internazionale è maggiormente nota con la dicitura inglese Italian society for evolutionary biology e l'acronimo ISEB.

## Storia
La fondazione ufficiale avvenne nel 2005, ed a partire dal 2007 è consorziata con la Federazione italiana scienze della vita (FISV). I ricercatori della SIBE collaborano con l'Associazione nazionale musei scientifici (ANMS) e con Pikaia, portale dedicato alla divulgazione scientifica italiana, al fine di promuovere la ricerca scientifica e la divulgazione delle scoperte scientifiche tramite articoli rivolti al grande pubblico e tramite il costante aggiornamento e salvaguardia dei musei nazionali di storia naturale.

## Caratteristiche
La SIBE si occupa dell'organizzazione dei congressi scientifici biennali, gestisce la scuola di dottorato in biologia evolutiva; i ricercatori e membri della SIBE si sono impegnati nella corretta divulgazione della teoria dell'evoluzione e dei progressi della ricerca scientifica in campo evolutivo.

## Competenze
La SIBE, a livello nazionale, si occupa del monitoraggio dei vari settori delle discipline evoluzionistiche, proponendosi il fine di mantenerli a livelli di eccellenza, promuove premi e borse di studio finalizzati al mantenimento sul territorio italiano dei progetti di ricerca e dei ricercatori d'eccellenza, della divulgazione in lingua italiana delle scoperte riguardanti le tematiche evolutive, del mantenimento e della promozione dei musei di storia naturale.

## Soci
Sebbene la candidatura a membro della Società italiana di biologia evoluzionistica sia libera e sia concessa l'autocandidatura, l'ammissione alla Società italiana di biologia evoluzionistica è subordinata all'approvazione del nuovo membro da parte della stessa, gli iscritti sono suddivisi in tre tipologie di soci:
Soci ordinari
Sono persone fisiche, la loro ammissione è subordinata all'approvazione del Consiglio Direttivo dietro la presentazione dell'aspirante socio da parte di un socio ordinario, l'ammissione di un nuovo socio ordinario viene valutata sulla base dei meriti scientifici e sulle competenze accademiche dell'aspirante socio.
Soci onorari
Sono persone fisiche, la loro ammissione è subordinata all'approvazione dell'Assemblea dei soci, come soci onorari vengono ammessi i ricercatori che si siano distinti per attività di ricerca rilevanti in ambito nazionale ed internazionale.
Soci benemeriti
Sono persone fisiche od enti, la loro ammissione è subordinata all'approvazione dell'Assemblea dei soci, come soci onorari vengono ammessi persone od enti che contribuiscano alla Società italiana di biologia evoluzionistica con donazioni o contributi giudicati rilevanti dall'Assemblea dei soci.

## Premi scientifici
Con cadenze biennali la SIBE assegna: il premio "Giovanni Canestrini" per la migliore pubblicazione scientifica recente in campo evolutivo (al premio è associata una somma in denaro offerta dal Comune di Revò (Trento)), il premio per la miglior tesi di laurea in Scienze Biologiche ed il premio per il miglior poster presentato da un giovane ricercatore.

### Principali premi scientifici concessi
- Premio Giovanni Canestrini a Paolo Gratton, 2008; per l'articolo: P. Gratton, M. K. Konopiski, V. Sbordoni (2008) Pleistocene evolutionary history of the Clouded Apollo (Parnassius mnemosyne): genetic signatures of climate cycles and a "time-dependent" mitochondrial substitution rate; Molecular Ecology; 17,4248-4262.
- Premio Giovanni Canestrini a Claudia Acquisti, 2006; per la presentazione divulgativa: A role for oxygen availability in the transmembrane protein composition over macroevolutionary time scales.
- Premio Giovanni Canestrini a Lino Ometto, per la presentazione divulgativa: Demographic and selective history of Drosophila melanogaster inferred by a multilocus scan of DNA variation.
- Premio per la miglior pubblicazione a Marco Archetti, 2006; per l'articolo: Archetti M, Brown SP. (2004) The coevolution theory of autumn colours; Proc. Biol. Sci.; 271:1219-23.

La SIBE assegna anche un premio in denaro ad un giovane che si affaccia alla carriera di ricercatore per il miglior poster scientifico presentato:
- Premio per il miglior poster a Giulio Catalano, 2008;  per il poster: Genetic distinctiveness of Italian aurochs: new insights into cattle domestication process.
- Premio per il miglior poster (conferito a pari merito) a Roberto Guidetti ed a Omar Rota Stabelli; 2006, rispettivamente per i poster: Dal passato ... al futuro: prove di adattamento ed Outgroup misleading effect and new Arthropod phylogeny.